# 日射强度计

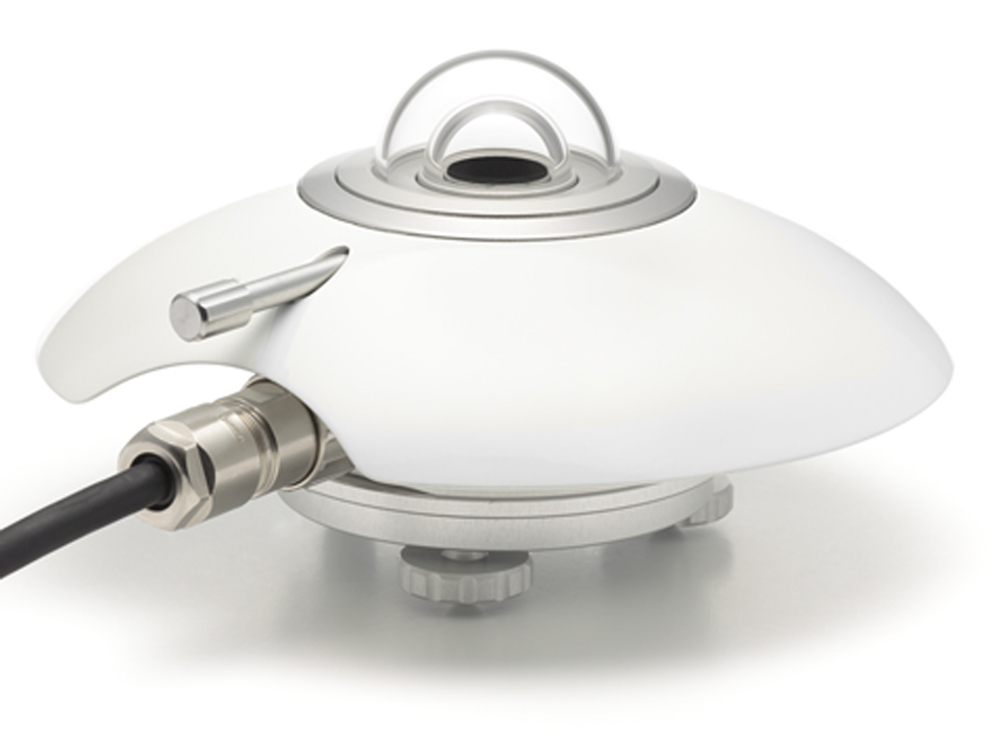
总辐射 SR20

日射强度计(英文: Pyranometer （页面存档备份，存于）)是一种测量太阳辐射强度的仪器，主要測量太陽光中波長介於300至3000奈米的輻射強度。

日射强度定义为单位面积单位时间内接受太阳的能量。

## 外部連結
- Meteo-Technology instrumentation website （页面存档备份，存于）
- World Radiation Center （页面存档备份，存于）